# 12358 Azzurra
12358 Azzurra este un asteroid din centura principală de asteroizi.

## Descriere
12358 Azzurra este un asteroid din centura principală de asteroizi. A fost descoperit pe 22 septembrie 1993 la Santa Lucia de Antonio Vagnozzi. Asteroidul prezintă o orbită caracterizată de o semiaxă mare de 2,79 ua, o excentricitate de 0,11 și o înclinație de 7,6° în raport cu ecliptica.